# Buda Kunstencentrum

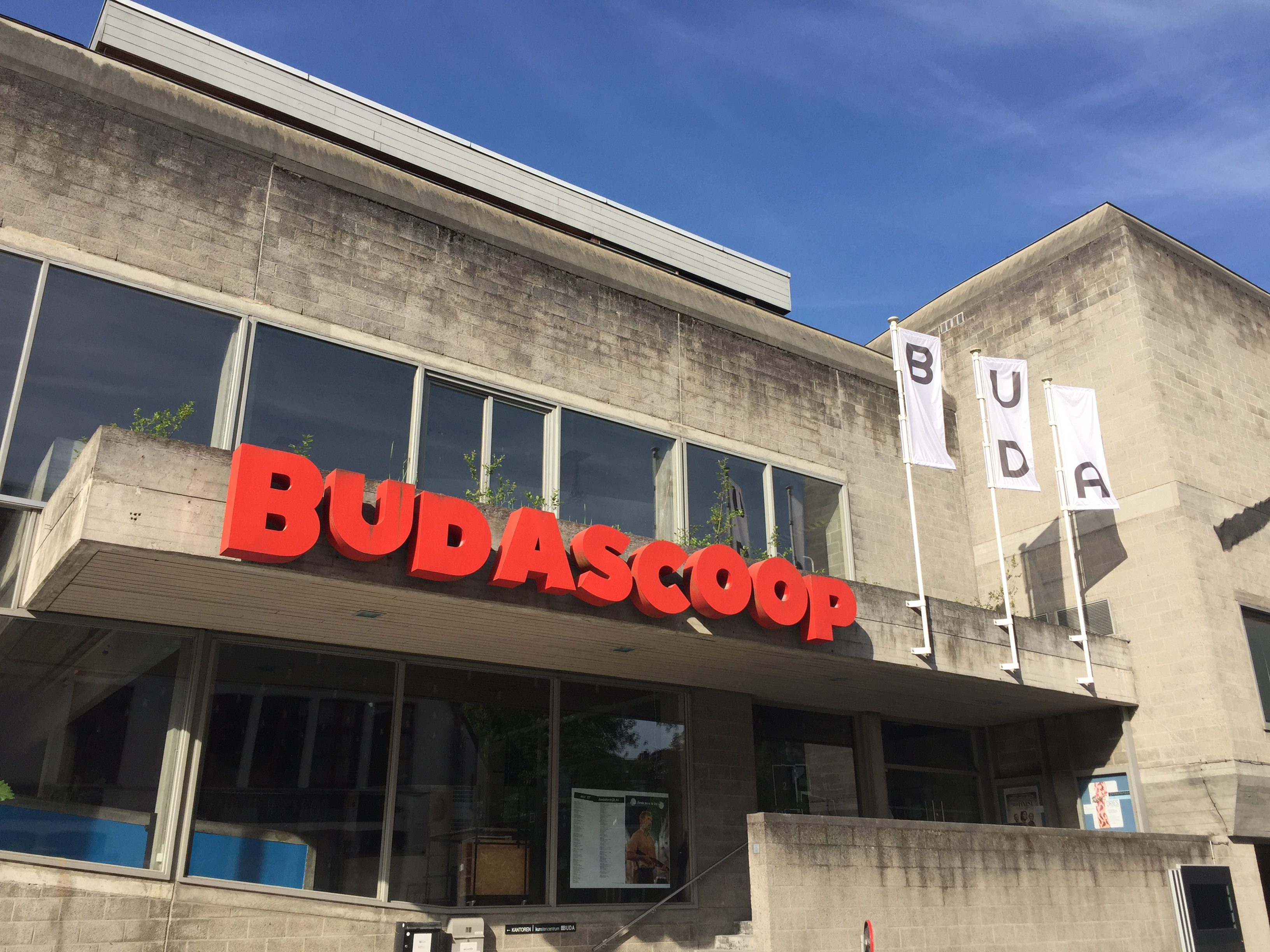
Budascoop, een kunstencentrum en arthouse cinema op een eilandje in het centrum van Kortrijk

Kunstencentrum BUDA is een kunstencentrum in Kortrijk. De naam verwijst naar het Buda-eiland waarop het kunstencentrum gelegen is.  
Kunstencentrum BUDA is naast een arthouse cinema ook de grootste werkplek voor podiumkunstenaars in Vlaanderen en organiseert een aantal festivals, o.a. Almost Summer festival, Ecopolis en, samen met 4 andere partners in Kortrijk, Rijsel (FR) en Valenciennes (FR) het internationale kunstenfestival NEXT . 
Kunstencentrum BUDA maakt gebruik van verschillende specifieke gebouwen in Kortrijk, met name:
- Budascoop (de vroegere Pentascoop die opende in 1975) voor creatie en presentatie van hedendaagse theater- en dansvoorstellingen en arthouse cinema.
- Budatoren, (voorheen Tacktoren, de gerestaureerde gistingstoren van de gewezen brouwerij Tack (1760) op het Buda-eiland) met 5 repetitiestudio's voor binnen- en buitenlandse kunstenaars
- BK6 (Broelkaai 6, het voormalige Broelmuseum) als co-office, met exporuimte en een verborgen tuin.

Kunstencentrum BUDA ontstond in 2004, toen drie Kortrijkse vzw's (Beeldenstorm vzw, Dans in Kortrijk vzw en Limelight vzw) gezamenlijk een nieuw project opstartten, en daar uiteindelijk ook in opgingen. 
In 2007 werd Franky Devos directeur van kunstencentrum BUDA, maar is sinds juni 2017 algemeen coördinator van kunstencentrum Vooruit in Gent. In 2017 werd Kristof Jonckheere algemeen directeur van kunstencentrum BUDA. De artistieke leiding is in handen van Mathilde Villeneuve. De raad van bestuur staat onder voorzitterschap van Francis Van Remoortel. 
Sinds 2018 is er bijzondere aandacht voor kinderen, jongeren en gezinnen in kwetsbare posities: een groter kinderaanbod, kanstentarieven via UiTPAS, filmkampjes voor kinderen in armoede, filmworkshops in jeugdzorginstellingen.... BUDA ontving daarvoor de 'Europa Cinemas Innovation Prize' op het filmfestival van Cannes. 
Sinds 2021 wordt er actief gewerkt aan een maximale toegankelijkheid: er zijn gender-neutrale toiletten, apps voor slechthorenden (Mobile Connect) en slechtzienden (Earcatch), rolstoelbegeleiding, pay what you can tijdens Almost Summer, een visuele voorbereiding op de website en geregeld prikkelarme voorstellingen.

## Budascoop
Budascoop is een arthouse bioscoop in de Kapucijnenstraat, (vroeger 't Mirakelstraatje genoemd), in de wijk Buda. Het complex heropende na een grondige verbouwing de deuren op zaterdag 2 september 2006. Sindsdien zijn er dagelijks nieuwe films te zien en werken er theatermakers of choreografen aan nieuwe creaties. Er zijn geregeld  podiumvoorstellingen te zien van o.a. kunstencentrum BUDA, Passerelle, Perplx, Bataljong en vele andere Kortrijkse organisaties die er publieksactiviteiten opzetten.  
Budascoop bevindt zich in de gebouwen van de vroegere Pentascoop  de bakermat van de Kinepolis-groep. De Pentascoop was de eerste 'purpose built multiplex cinema' met vijf zalen onder een dak in België (en vermoedelijk West-Europa). Het complex werd in 1975 opgericht door de groep Kinepolis. Door de Pentascoop groeide de buurt uit tot een van de bekendste uitgangsbuurten in de binnenstad van Kortrijk. Nadat diezelfde bioscoopgroep in de jaren 1990 een nieuwe cinemacomplex bouwde op Hoog-Kortrijk nam het bezoekersaantal van de Pentascoop geleidelijk af. Uiteindelijk verkocht de Kinepolisgroep dit filmcomplex.
Onder impuls van kunstencentrum BUDA werd de voormalige Pentascoop in 2004 omgebouwd tot een belangrijke cultuurinfrastructuur met 3 filmzalen en 2 podiumzalen. De filmwerking focust op kwaliteitsfilms uit binnen- en buitenland en er zijn diverse reeksen (Classics Restored), minifestivals (CinéMàs, Spinrag, scholenfilmfestival) en unieke, eenmalige vertoningen.  
In 2023 bereikte kunstencentrum BUDA in Budascoop voor het eerst meer dan 70.000 bezoekers voor film en meer dan 90.000 inclusief podiumvoorstellingen, workshops, rondleidingen enz.  